# Iphofen
Iphofen – miasto w Niemczech, w kraju związkowym Bawaria, w rejencji Dolna Frankonia, w regionie Würzburg, w powiecie Kitzingen, siedziba wspólnoty administracyjnej Iphofen. Leży ok. 7 km na południowy wschód od Kitzingen, w Steigerwaldzie, przy drodze B8 i linii kolejowej Monachium – Norymberga – Würzburg.

## Dzielnice
W skład miasta wchodzą następujące dzielnice: Birklingen, Dornheim, Hellmitzheim, Mönchsondheim, Nenzenheim i Possenheim.

## Polityka
Rada miasta:
|      | CSU | SPD | FW | Razem     |
| 2002 | 6   | 2   | 10 | 18 miejsc |

## Zabytki i atrakcje
- Muzeum Knauf
- galeria MAX21
- galeria Wilhelma J. Hecknera
- Kościół pw. św. Wita (St. Veit)
- ratusz z 1718
- winnica
- Rynek

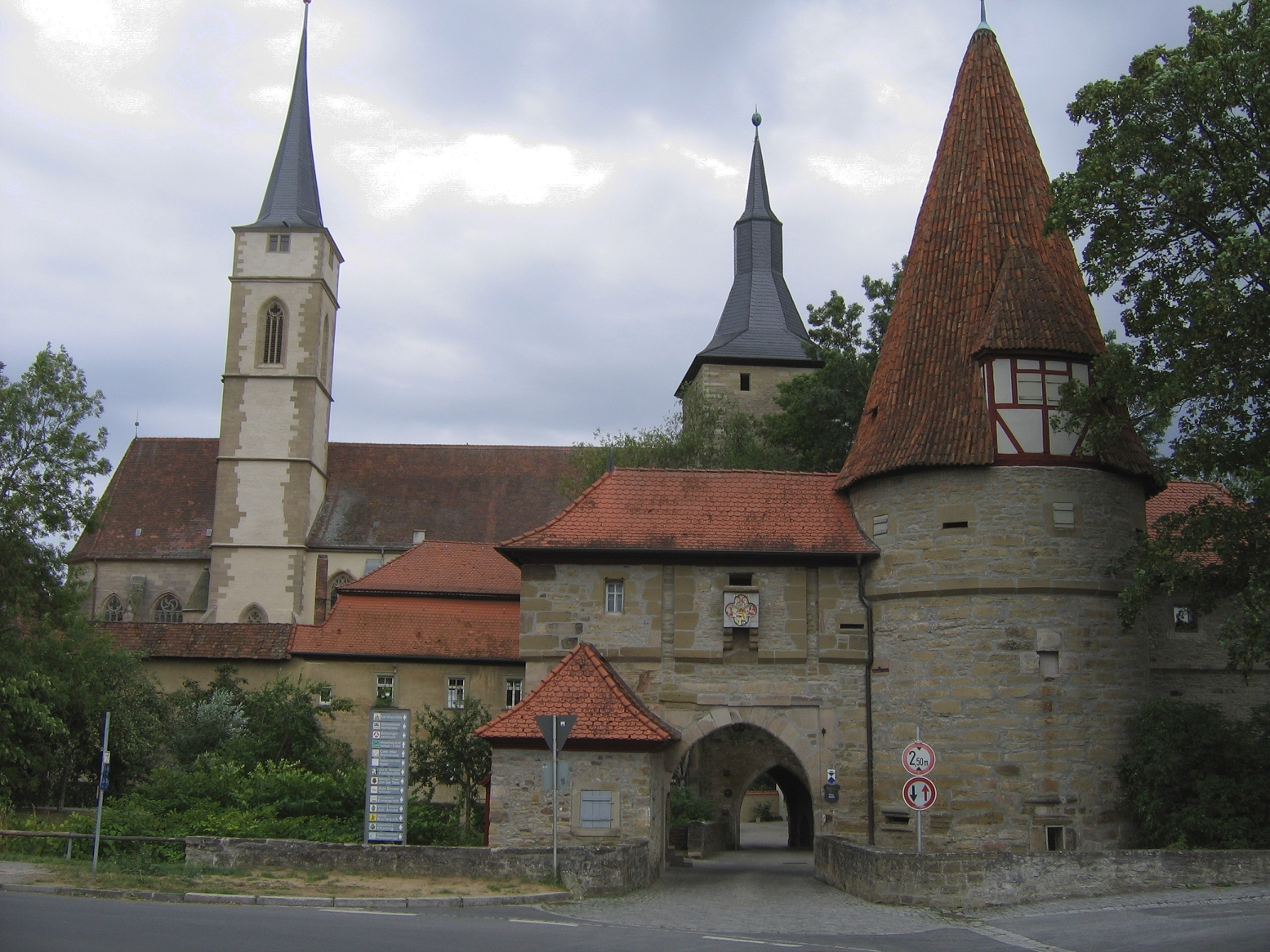
Kościół św. Wita (St. Veit)

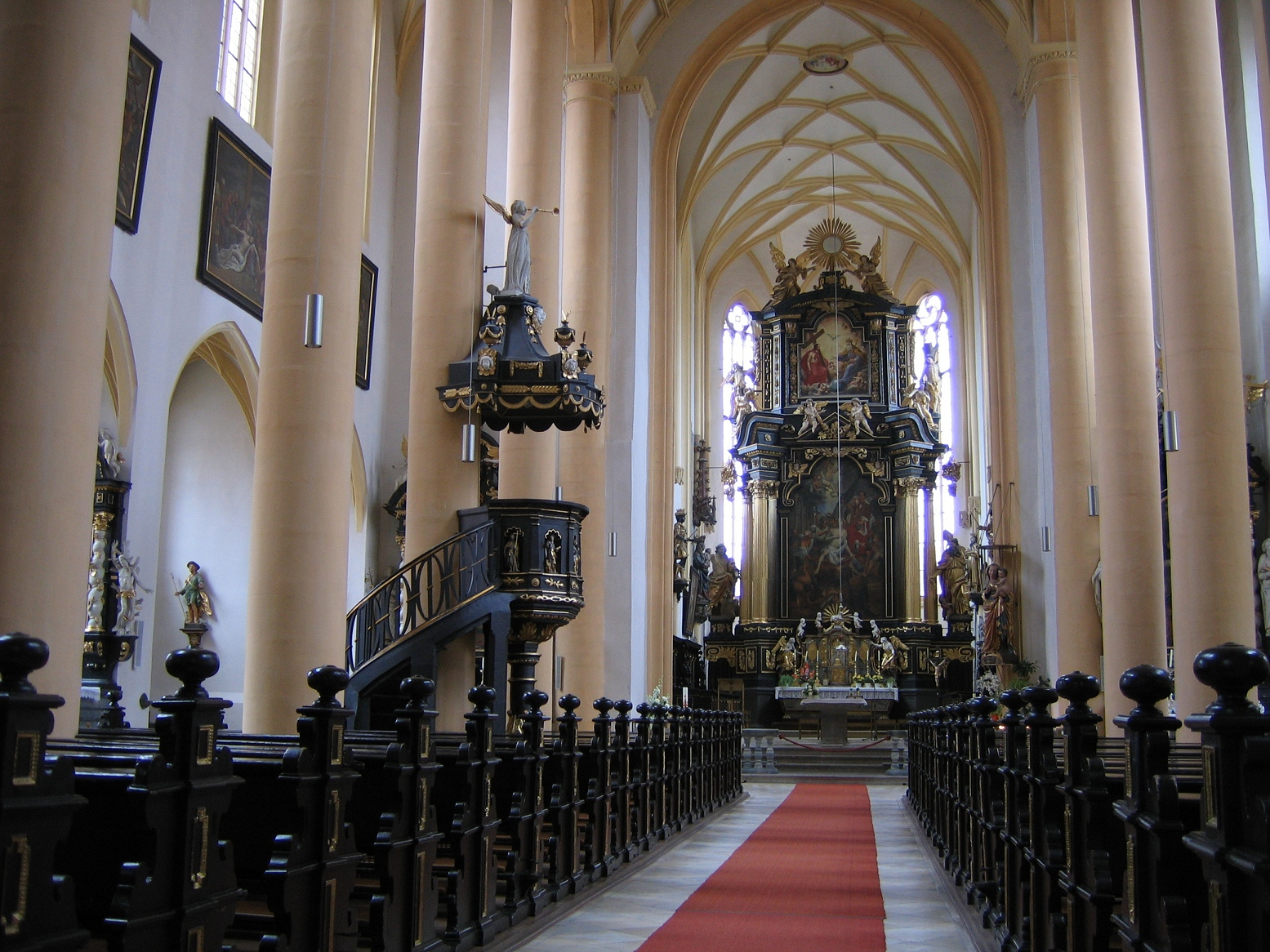
Kościół św. Wita (St. Veit)

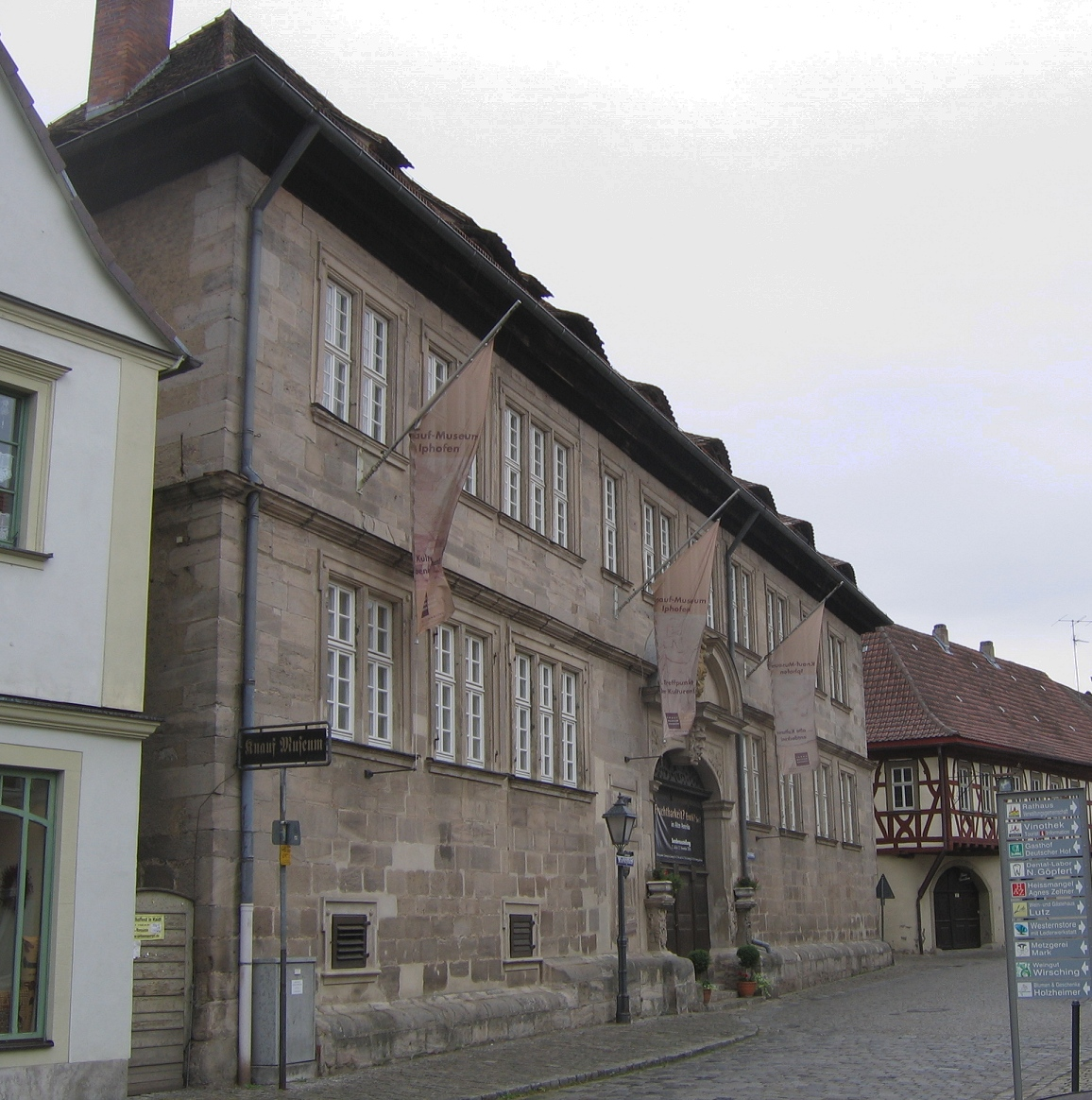
Muzeum Knauf

- kościół szpitalny pw. św. Jana Baptysty (St. Johann Baptist)
- kościół pielgrzymkowy Krwi Świętej (Zum Heiligen Blut)